# Harpactea corinthia
Harpactea corinthia är en spindelart som beskrevs av Brignoli 1984. Harpactea corinthia ingår i släktet Harpactea och familjen ringögonspindlar.
Artens utbredningsområde är Grekland. Inga underarter finns listade i Catalogue of Life.